# Ваља Шесиј (Бучум)
Ваља Шесиј (рум. Valea Șesii) насеље је у Румунији у округу Алба у општини Бучум. Oпштина се налази на надморској висини од 804 m.

## Становништво
Према подацима из 2002. године у насељу је живело 174 становника, од којих су сви румунске националности.